# Yngve Rapp
John Adam David Yngve Rapp, född 15 april 1903 i Stockholm, död 12 mars 1976, var en svensk elektroingenjör.
Rapp, som var son till grosshandlare David Rapp och Eva Swartz, avlade studentexamen 1921, utexaminerades från Kungliga Tekniska högskolan 1926, blev teknologie doktor 1950 och docent i telegrafi och telefoni där 1951. Han anställdes vid Telefon AB L.M. Ericsson 1927, var assistent vid och ledare för installationsarbeten i Neapel 1927–1928, i Izmir 1928–1929, i Genua och Aten 1930–1932, teknisk direktör vid SA Turque des Téléphones de Smyrne et ses Environs i Izmir 1929–1930, svensk konsul och administrativ direktör där 1932–1938, var åter verksam vid Telefon AB L.M. Ericsson i Stockholm från 1939, var försäljningsdirektör 1952–1958 och blev chef för forskningsavdelningen 1958. 
Rapp var expert i resp. ledamot av 1942 års järnvägskostnadsutredning. Utöver doktorsavhandlingen The Economic Optimum in Urban Telephone Network Planning (1950) skrev han teknisk-ekonomiska artiklar i Affärsekonomi, Nordisk Tidsskrift for Teknisk Økonomie och Ericsson Technics. Svenska Teknologföreningen tilldelade honom 1955 penningbelöning ur Polhemsfonden för doktorsavhandlingen.